# Michael Schlitt (Jurist)
Michael Schlitt (* 1967) ist ein deutscher Rechtsanwalt, Fachbuchautor und Honorarprofessor an der Universität zu Köln.

## Leben und Werdegang
Michael Schlitt studierte von 1988 bis 1992 Rechtswissenschaft in Mainz an der Johannes Gutenberg-Universität. Nach dem ersten Staatsexamen hat er mit Barbara Grunewald als Doktormutter die Promotion zum Dr. iur. angefangen und später berufsbegleitend – nach dem zweiten Staatsexamen und in Teilzeit als Anwalt – fertig gestellt und an der Mainzer Universität eingereicht.
Im Zuge der Aufteilung der Sozietät Schilling, Zutt & Anschütz schloss er sich 2000 mit dem Frankfurter Kanzleiteam Allen & Overy an. Dort leitete er die Praxis für Equity Capital Markets (ECM), die vor allem spezialisiert war auf Börsengänge, Kapitalerhöhungen sowie Wandelanleihen. Nach sieben Jahren kündigte er 2007 seinen Wechsel und den seines Teams zur US-Kanzlei Fried Frank an. Dort blieb er nur etwas mehr als ein Jahr, um anschließend als Equity-Partner beim US-Wettbewerber Willkie Farr & Gallagher tätig zu sein. Der Wechsel erfolgte ebenfalls inklusive des Teams. Zum Jahresbeginn 2011 erfolgte der Einstieg als Partner und Leiter der deutschen Praxisgruppe Kapitalmarktrecht bei der internationalen Wirtschaftskanzlei Hogan Lovells, wobei er erneut von seinem Kanzleiteam begleitet wurde.
Zu seinen bisherigen Beratungsmandaten gehören u. a. der Finanzmarktstabilisierungsfonds (SoFFin) bei der „CoMEN“ genannten und insgesamt 14,3 Mrd. Euro schweren Rückführung stiller Einlagen seitens der Commerzbank, Vapiano beim Börsengang ebenso wie die Investmentbank Jefferies Group beim IPO von Knaus Tabbert und die Deutsche Finanzagentur bei der Gewährung von Stabilisierungsmaßnahmen durch den Wirtschaftsstabilisierungsfonds (WSF) an die Deutsche Lufthansa.
Schlitt ist seit 2009 Honorarprofessor und Lehrbeauftragter für Aktien- und Kapitalmarktrecht am Lehrstuhl für Bürgerliches Recht, Bilanz- und Steuerrecht an der Rechtswissenschaftlichen Fakultät der Universität zu Köln. Der Ernennung ging eine fünfjährige Lehrtätigkeit mit Vorlesungen und Seminare im selben Themenfeld voraus.
Darüber hinaus hat Schlitt eine Reihe von Büchern als Autor bzw. Herausgeber (mit-)verantwortet. Dazu ist er Autor von Beiträgen in Handbüchern, Schriften sowie in Kommentaren. Er veröffentlicht ebenso regelmäßig Artikel in Fachpublikationen wie AG, CFL, Finanz-Betrieb, NJW, NZG, ZBB, ZHR oder ZIP. Dazu kommen Medien wie die Börsen-Zeitung oder die FAZ.
Schlitt ist dreifacher Familienvater.

## Veröffentlichungen (Auswahl)

### Schriften
- mit Barbara Grunewald: Einführung in das Kapitalmarktrecht, 4., vollständig überarbeitete Auflage, JuS-Schriftenreihe 181, München: C.H. Beck, 2020, ISBN 978-3-406-59118-1.
- mit Bernd Singhoff und Oliver Seiler: Mittelbare Gesellschaftsbeteiligungen, Köln: RWS Verlag, 2004, ISBN 978-3-8145-2621-8.
- Die Satzung der Kommanditgesellschaft auf Aktien, München: C.H. Beck, 1999, ISBN 978-3-406-45716-6.
- Die Informationsrechte des stillen Gesellschafters in der typischen stillen Gesellschaft und in der stillen Publikumsgesellschaft, Berlin: Duncker & Humblot, 1996, ISBN 978-3-428-08697-9.

### Als Herausgeber
- mit Mathias Habersack, Peter O. Mülbert: Handbuch der Kapitalmarktinformation, 3. Auflage, München: C.H. Beck, 2020, ISBN 978-3-406-72870-9.
- mit Mathias Habersack, Peter O. Mülbert: Unternehmensfinanzierung am Kapitalmarkt, 4. neu bearbeitete und erweiterte Auflage, Köln: Verlag Dr. Otto Schmidt, 2019, ISBN 978-3-504-40097-2.
- mit Heinz-Dieter Assmann und Wolf Kopp-Colomb: Wertpapierprospektgesetz/Verkaufsprospektgesetz, Köln: Verlag Dr. Otto Schmidt, 3. neu bearbeitete Auflage, 2017, ISBN 978-3-504-40100-9.
- Finanzierungsstrategien im Mittelstand, Wiesbaden: Springer Gabler, 2014, ISBN 978-3-658-00039-4.

### Aufsätze
- Prospekthaftung – Aktuelle Entwicklungen, Zeitschrift für Bankrecht und Bankwirtschaft (ZBB) 2019, 103 (Koautor).
- Reform des Schuldverschreibungsgesetzes, Zeitschrift für Wirtschaftsrecht (ZIP) 2014, 845.
- Die Kommanditgesellschaft auf Aktien (KGaA) – eine attraktive Rechtsform für börsennotierte Unternehmen, Corporate Finance Law (CFL) 2012, 261 (Koautor).
- Aktuelle Entwicklungen bei High-Yield Bonds, Die Aktiengesellschaft (AG) 2011, 429 (Koautor).
- Mittelstandsfinanzierung durch die Emission von börsennotierten Anleihen, Der Betrieb Nr. 20, 2011.
- Der Ausschuss der übrigen Aktionäre gemäß §§ 39a, 39b WpÜG, Neue Zeitschrift für Gesellschaftsrecht (NZG) 2008, 700  (Koautor).
- Auswirkung der Umsetzung der Transparenzrichtlinie und der Finanzmarktrichtlinie auf Aktien- und Equity-Linked-Emissionen, Die Aktiengesellschaft (AG) 2007, 227 (Koautor).
- Die gesellschaftsrechtlichen Voraussetzungen des regulären Delistings – Macrotron und die Folgen, Zeitschrift für Wirtschaftsrecht (ZIP) 2004, 533.
- Einstweiliger Rechtsschutz im Recht der börsennotierten Aktiengesellschaften, Zeitschrift für das gesamte Handelsrecht und Wirtschaftsrecht (ZHR) 166 (2002), 544 (Koautor).
- Anwaltshaftung für fehlerhafte Erblasserberatung, Neue Juristische Wochenschrift (NJW) 1996, 1325 (Koautor).

### Beiträge in Handbüchern/Schriften
- Exit Option „IPO“, in: Rechtshandbuch Private Equity, hrsg. von Thomas A. Jesch, Andreas Striegel, Lutz Boxberger, 2. Auflage, München: C.H. Beck, 2020, ISBN 978-3-406-69392-2 (Koautor).
- Eigenkapitalstärkung in der Krise, in: Praxishandbuch des Restrukturierungsrechts, hrsg. von Rüdiger Theiselmann, 4. Auflage, Köln: Carl Heymanns Verlag, 2019, ISBN 978-3-452-29184-4 (Koautor).
- Haftungsadressat der Prospekthaftung nach KAGB und VermAnlG, in: Rechtsfragen rund um notleidende Fonds. Rechtsfragen des Verbraucherkreditgeschäfts. Bankrechtstag 2014., Schriftenreihe der Bankrechtlichen Vereinigung 36, Berlin: De Gruyter, 2015, ISBN 978-3-11-040435-7 (Koautor).
- SEDA-Finanzierungssicherheit in schwierigem Marktumfeld durch Equity-Lines, in: Festschrift für Uwe H. Schneider zum 70. Geburtstag, hrsg. von Ulrich Burgard, Walther Hadding, Peter O. Mülbert, Michael Nietsch, Reinhard Welter, Köln: Verlag Dr. Otto Schmidt, 2011, ISBN 978-3-504-06046-6 (Koautor).

### Kommentare
- Umwandlungsgesetz, hrsg. von Johannes Semler, Arndt Stengel, Nina Leonard, 5. Auflage, München: C.H. Beck, 2021, ISBN 978-3-406-75446-3 (Koautor).
- Münchener Kommentar zum Aktiengesetz: AktG, Band 6: §§ 329-410, WpÜG, Österreichisches Übernahmerecht, hrsg. von Wulf Goette, Mathias Habersack, Susanne Kalss, 4. Auflage, München: C.H. Beck/Franz Vahlen, 2017, ISBN 978-3-406-63826-8 (Koautor).
- GmbH & Co. KG, hrsg. von Jochem Reichert, 7. überarbeitete Auflage, München: C.H. Beck, 2015, ISBN 9783-406-65155-7 (Koautor).